# 셸던 리 글래쇼
셸던 리 글래쇼(Sheldon Lee Glashow, 1932년 12월 5일 ~) 박사는 노벨 물리학상을 수상한 미국 물리학자다. 그는 스티븐 와인버그와 같은 고등학교를 나왔고, 1979년에 스티븐 와인버그, 압두스 살람과 함께 노벨상을 수상하였다.

## 생애
그의 부모는 러시아에서 뉴욕으로 이사를 왔다. 그곳에서 그들은 자유와 차르 치하에서 유대인들에게 제한되었던 기회를 얻었다. 그의 아버지는 배관공이 되었고 중산층으로 살 수 있었다. 여유가 없어 그들 스스로는 대학을 갈만큼 교육을 받을 수 없었지만, 자식들은 교육을 시켰다.
글래쇼는 1932년 맨해튼에서 태어났다. 그는 10살에 떨어지는 물체에 관심을 가졌고, 15살에는 직접 화학 실험을 하였다. 브롱크스 과학고등학교(Bronx High School of Science)에서 스티븐 와인버그를 만났으며, 뉴욕 지하철에서 통학하면서 물리에 대해 이야기하였다. 이 후 같은 해에 졸업하며 1950년 코넬 대학교 학부과정에 같이 진학하였고 1954년 학사 학위를 수여받은 후 하버드에서 줄리안 슈윙거의 지도 하에 1959년 박사 학위를 마쳤다. 1974년 MIT 초빙 교수로 일했다.
글래쇼는 조안 셜리 알렉산더와 결혼하여 4명의 자녀를 두었다. 칼 세이건이 조안의 언니인 린 마굴리스의 남편이다. 줄리언 슈윙거의 박사 과정 학생이었던 다니엘 클레이트만도 조안의 또 다른 자매인 샤론과 결혼하여 글래쇼와 동서 지간이다.
2003년, 글래쇼는 인본주의 선언서에 서명한 22명의 노벨상 수상자 중 한 명이다.

## 학력
- 1946년~1950년: 브롱크스 과학고등학교 (졸업)
- 1950년~1954년: 코넬 대학교 (학사)
- 1954년~1959년: 하버드 대학교 (박사)

## 같이 보기
- 중성 흐름
- 약한 초전하